# 야오키

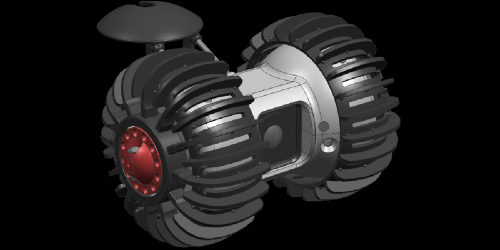
일본의 첫 월면차

야오키(Yaoki)는 일본 회사 다이몬(ダイモン, Dymon)이 만든 달 탐사선으로 미국 회사 아스트로보틱 테크놀로지(Astrobotic Technology)가 페리그린 달 착륙선(Peregrine lunar lander)을 통해 2023년에 발사할 계획을 세웠다. 야오키는 2019년에 처음 발표되었다.
야오키의 무게는 498g이고 달까지의 운송 비용은 킬로그램당 120만 달러이다.